# ماري كوجا
ماري كوجا (بالإنجليزية: Mary Koga)‏ هي مصورة أمريكية، ولدت في 10 أغسطس 1920، وتوفيت في 8 يونيو 2001.